# Miserentissimus Redemptor
 Miserentissimus Redemptor  è un'enciclica di papa Pio XI, promulgata l'8 maggio 1928, scritta sul dovere della riparazione al Sacro Cuore di Gesù.

## Argomenti
1. INTRODUZIONE
  1. Il Redentore divino presente alla sua Chiesa sempre...
  2. ...ma in modo speciale nei tempi più critici
  3. Argomento dell'Enciclica: la riparazione
2. LA RIVELAZIONE DEL CUORE DI GESÙ PER I NOSTRI TEMPI
  1. Nel S. Cuore rivelate le ricchezze della bontà divina
  2. Il Cuore di Gesù vessillo di pace e di amore
  3. Nel Cuore di Gesù tutte le nostre speranze
  4. Il Cuore di Gesù compendio della religione
  5. Provvidenziale l'incremento di questa devozione
3. LA CONSACRAZIONE AL CUORE DI GESÙ
  1. Significato della consacrazione
  2. La consacrazione argine contro l'empietà dilagante
  3. Consacrazione riaffermata con la festa di Cristo Re
4. LA RIPARAZIONE
  1. Alla consacrazione segue la riparazione
  2. Richiesta dalla giustizia e dall'amore
  3. Dovere che grava su tutto il genere umano
  4. La riparazione adeguata fu offerta dal Redentore
  5. È richiesta però anche la nostra riparazione…
  6. ... che ha valore per l'unione al sacrificio di Cristo
  7. Tutti i cristiani partecipi del sacerdozio di Cristo...
  8. ...e per l'unione in Cristo si aiutano a vicenda
5. LA RIPARAZIONE NEL CULTO AL CUORE DI GESÙ
  1. La riparazione nell'intenzione di Gesù
  2. Preminenza della riparazione nel culto al S. Cuore
  3. Atti di riparazione richiesti da Gesù stesso
  4. Come si può consolare il Cuore di Gesù glorioso
  5. Si consola Gesù anche nelle sue membra sofferenti
6. LA RIPARAZIONE RICHIESTA PER I NOSTRI TEMPI
  1. Offensiva attuale contro Dio e la cristianità
  2. Deficienze tra i cristiani
  3. Ci sono però anche confortanti reazioni
  4. Atto di riparazione da farsi nella festa del S. Cuore
  5. Frutti che si sperano
  6. Sia propizia Maria Riparatrice
7. ATTO DI RIPARAZIONE AL CUORE SACRATISSIMO DI GESÙ

## Titoli mariani
Maria è invocata coi titoli mariani di "avvocata dei peccatori, dispensiera e mediatrice di grazia".